# Patzkea paniculata
Festuca paniculata · Fétuque paniculée
Espèce
Patzkea paniculata (syn. Festuca paniculata), la Fétuque paniculée, est une espèce de plantes monocotylédones de la famille des Poaceae, originaire d'Europe et d'Afrique du Nord.

## Description

### Appareil végétatif

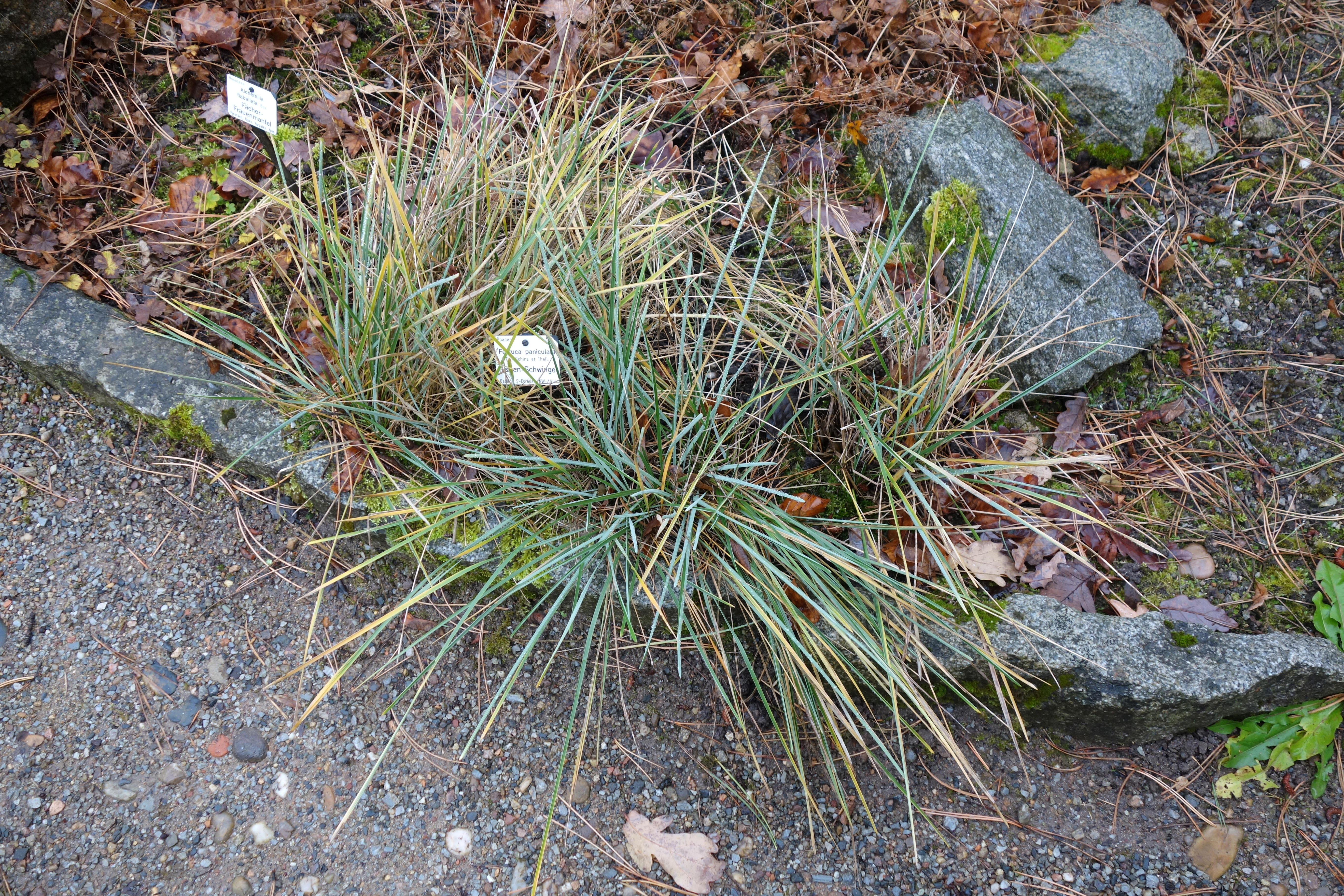
Stade végétatif.

C'est une plante vivace cespiteuse, formant une base bulbeuse épaissie et persistante enveloppant la base du chaume, accompagnée de gaines fibreuses mortes. Les nouvelles pousses apparaissent à l'intérieur des gaines. Les chaumes mesurent entre 60 et 120 cm de long et les entre-nœuds sont lisses. Les feuilles sont hétérophylles, étant plus larges sur la tige ; les gaines sont glabres. La ligule a une membrane éciliée de 0,5 à 2,5 mm de long et bilobée. Les limbes foliaires sont filiformes, convolutés, mesurent entre 14 et 82 cm de long et entre 0,5 et 1 mm de large. Les nervures des limbes ont une couche continue et uniforme de sclérenchyme sous-épidermique sur la face inférieure. La surface des limbes est scabreuse, rugueuse adaxialement ou sur les deux faces, et glabre. Les bords des limbes sont lisses.

### Appareil reproducteur

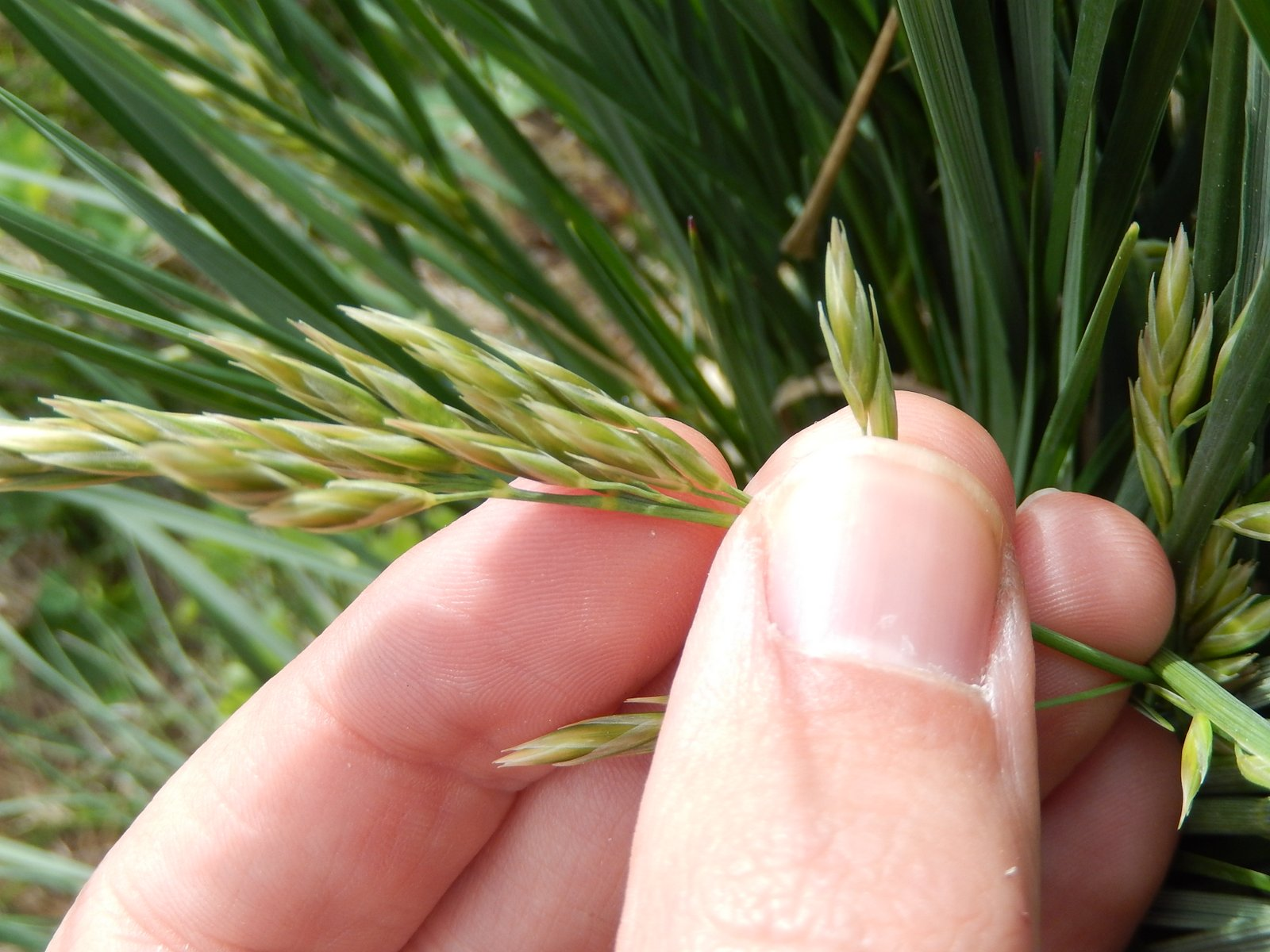
Panicule.

L'inflorescence est une panicule ouverte, linéaire ou oblongue, dense et mesurant entre 8 et 20 cm de long. L'axe de la panicule est lisse et les ramifications sont rugueuses. Les épillets sont solitaires et les épillets fertiles sont pédicellés. Ils se composent de trois à cinq fleurons fertiles et de fleurons réduits à l'apex. Ils sont obovés, comprimés latéralement, mesurent entre 7 et 11 mm de long et entre 4 et 5 mm de large, et se désarticulent à maturité en dessous de chaque fleuron fertile.
Les glumes sont persistantes et similaires, mais plus courtes que l'épillet. La glume inférieure est lancéolée, longue de 4,5 à 6 mm, hyaline, sans carène, et a une seule veine. La veine principale de la glume inférieure est lisse ou rugueuse, et elle n'a pas de veines latérales. L'apex de la glume inférieure est aigu ou acuminé. La glume supérieure est oblongue, longue de 5 à 7,5 mm, hyaline, sans carène, et a trois veines. La veine principale de la glume supérieure est lisse ou rugueuse, et son apex est aigu ou acuminé.
Les fleurons fertiles ont un lemme lancéolé, mesurant entre 7 et 8,5 mm de long, chartacé, caréné, et à cinq veines. La veine médiane du lemme est rugueuse, et son apex est aigu ou acuminé et mutique. La glumelle (paléa) a deux veines. Les fleurons stériles apicaux ressemblent aux fleurons fertiles, mais sont sous-développés.
La fleur a deux lodicules, trois anthères longues de 2,5 à 3,5 mm, et un ovaire pubescent à l'apex.
Le fruit est une caryopse avec un péricarpe adhérent et glabre. Le hile est linéaire.

## Répartition
L'espèce est répartie en Europe centrale, sud-ouest et sud-est, ainsi qu'en Afrique du Nord.
En France : Alpes, Massif Central, Pyrénées, rare en Provence siliceuse ; de 300 à 2 600 m. d'altitude.

## Habitats
Pelouses sèches et prairies acidiphiles.

## Systématique
Le nom correct complet (avec auteur) de ce taxon est Patzkea paniculata (L.) G.H.Loos.
L'espèce a été initialement classée dans le genre Anthoxanthum sous le basionyme Anthoxanthum paniculatum L..

### Noms communs
Ce taxon porte en français les noms vernaculaires ou normalisés suivants : Fétuque paniculée,,, Patzkée paniculée, Queyrel,, Coutille, Fétuque dorée, Fétuque en panicule, Fétuque en spadice, Karelle, Queyrelle.

### Synonymes
Patzkea paniculata a pour synonymes :
- Anthoxanthum paniculatum L.
- Drymonaetes arvernensis Gand., 1891
- Drymonaetes cenisia Gand., 1891
- Drymonaetes jugicola Gand., 1891
- Drymonaetes notata Gand., 1891
- Drymonaetes similis Gand., 1891
- Drymonaetes stans Gand., 1891
- Drymonaetes vesula Gand., 1891
- Festuca durandii subsp. livida (Hack.) RivasPonce & Cebolla
- Festuca durandii var. livida (Hack.) RivasPonce et al.
- Festuca paniculata subsp. consobrina (Timb.-Lagr.) Soják
- Festuca paniculata subsp. paniculata
- Festuca paniculata (L.) Schinz & Thell.

### Liste des sous-espèces
Selon GBIF (2 avril 2024) :
- Patzkea paniculata subsp. baetica (Hack.) H.Scholz
- Patzkea paniculata subsp. paniculata
- Patzkea paniculata subsp. spadicea (L.) B.Bock